# Charles Dudley Warner
Charles Dudley Warner, född den 12 september 1829 i Plainfield, Massachusetts, död den 20 oktober 1900 i Hartford, Connecticut, var en amerikansk humorist.
Warner var advokat i Chicago 1856–1860 och utgav sedermera tidningarna Press (1860) och Courant (1867) i Hartford (Connecticut). Han bereste Europa och Orienten som korrespondent till amerikanska tidningar. Hans skönlitterära arbeten äger ett kontemplativt innehåll, som uppfriskas av en lekfull, ofta bisarr humor i fint utarbetad stil. Warner författade bland annat My summer in a garden (1870; svensk översättning "Sommarstudier i min trädgård", 1871), Back-log studies (1872; "Vinterstudier vid brasan", 1874); Saunterings (1872), Baddeck and that sort of thing (1874), Being a boy (1877), en utmärkt teckning av Washington Irving (1881) med flera litterära porträtt och essäer, A Roundabout journey (1883), On horseback (1888), The golden house (1894) och The relation of literature to life (1896) samt The gilded age: a tale of today (tillsammans med Mark Twain, 1873; "Kattguld", 1877).